# Țibănești
Țibănești est une commune roumaine située dans le județ de Iași.